# Cultura di Andronovo
La cultura di Andronovo si è sviluppata dal 2000 al 1200 a.C., in Asia centrale e in Siberia meridionale. Nella regione di Minusinsk si sovrappone alla precedente cultura di Afanasevo.

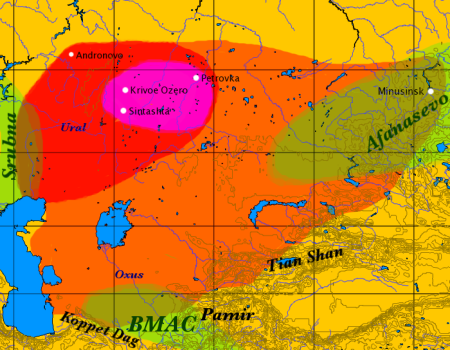
Mappa dell'estensione massima della cultura di Andronovo. La cultura di Sintashta-Petrovka è in rosso. L'ubicazione dei più antichi carri ritrovati è indicata in viola. Le culture adiacenti e sovrapponentisi (Cultura di Afanasevo, Cultura di Srubna) sono mostrate in verde. È mostrato anche il Complesso archeologico bactriano-margiano (BMAC).

## Culture collegate

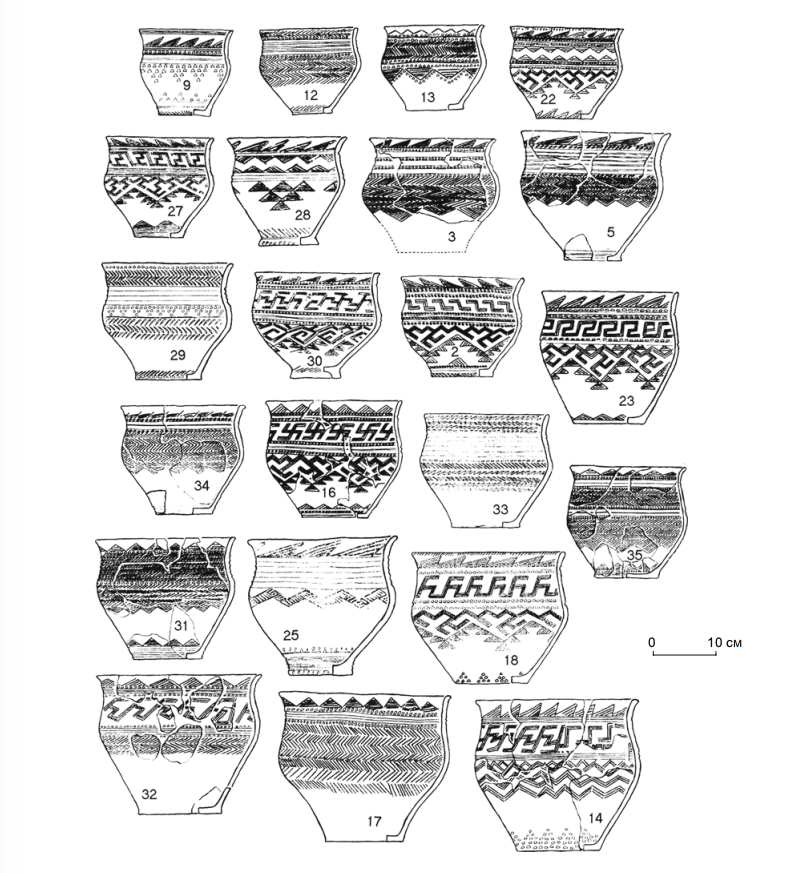
Ceramiche Andronovo

Cultura di Andronovo è un termine che si riferisce a un gruppo di culture dell'Età del Bronzo della Siberia meridionale e dell'Asia Centrale, ca. 2300–1000 a.C. Un termine migliore è probabilmente un complesso archeologico o un orizzonte archeologico. Il nome deriva dal villaggio di Andronovo (55°53′N 55°42′E), nell'Užurskij rajon, in cui nel 1914 sono state scoperte diverse tombe, con scheletri in posizione rannicchiata, sepolti con ceramica riccamente decorata.
Finora sono state distinte almeno quattro sub-culture, durante le quali la cultura si espande verso il sud e l'est: 
- Sintashta-Petrovka-Arkaim (Meridionale Urali, settentrionale Kazakistan, 2200-1600 a.C.),
  - la fortificazione di Sintashta del ca. 1800 a.C. nel Oblast' di Čeljabinsk;
  - il vicino insediamento di Arkaim datato al XVII secolo a.C.;
- Alakul (2100-1400 a.C.) fra Oxus e Jaxartes, deserto del Kizilkum;
- Fedorovo (1400-1200 a.C.) nella Siberia meridionale;
- Alekseyevka (1200-1000 a.C.) nel Kazakistan orientale.

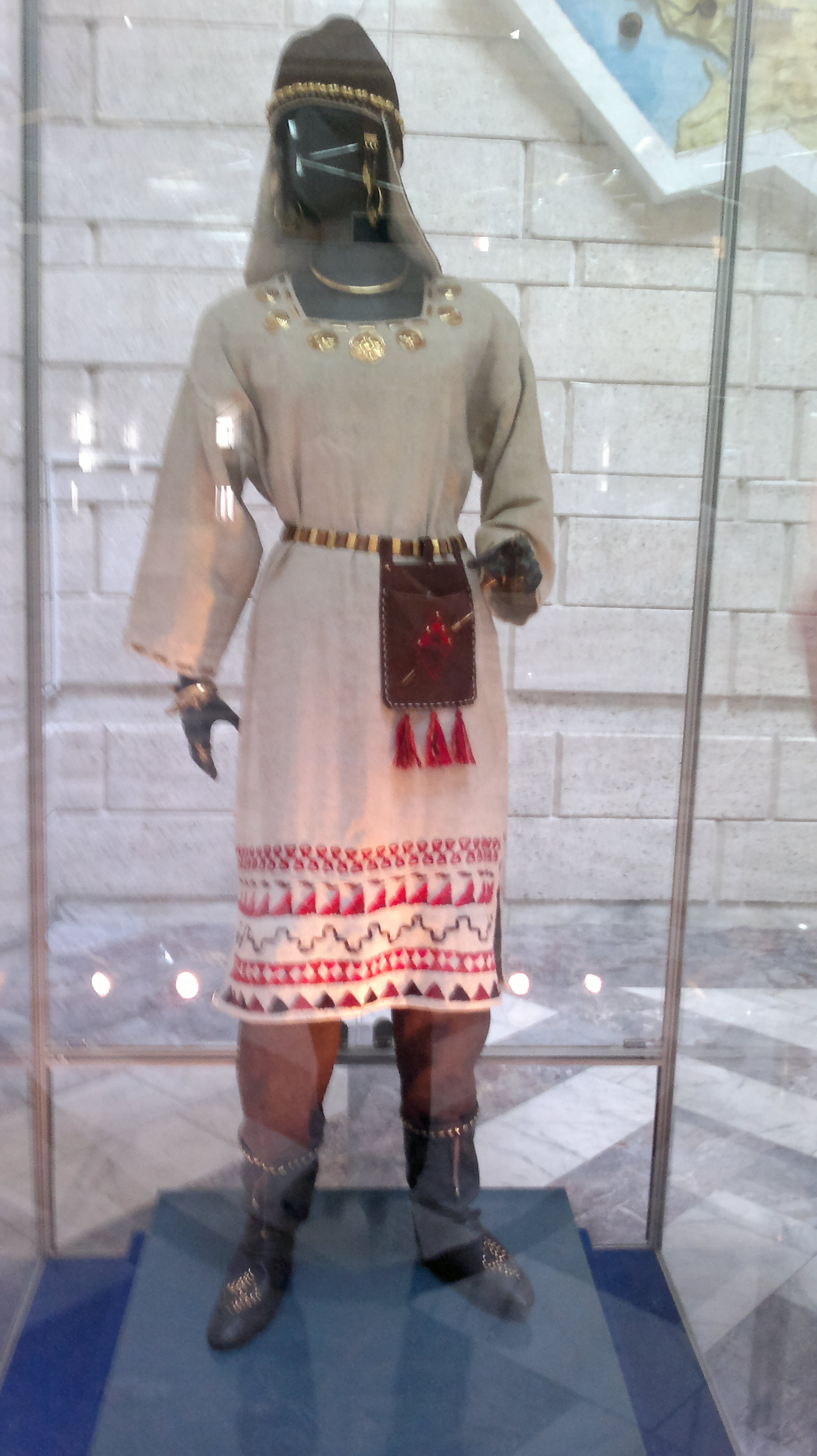
Abiti femminili della cultura di Andronovo

L'estensione geografica della cultura è vasta e difficile da delineare esattamente. Nelle sue propaggini occidentali, si sovrappone con l'approssimativamente contemporanea, ma distinta, cultura di Srubna nell'interfluviale Volga-Ural. Verso est, si estende nella depressione di Minusinsk, sovrapponendosi con l'area della più antica cultura di Afanasevo. Ulteriori siti sono sparsi, così a sud come il Koppet Dag (Turkmenistan), il Pamir (Tagikistan) e il Tien Shan (Kirghizistan). Il confine settentrionale corrisponde vagamente all'inizio della Taiga. Nel bacino del Volga l'interazione con la cultura di Srubna fu la più intensa e prolungata, e ceramica dello stile di Federovo viene trovata in profondità a ovest, fino a Volgograd.
Verso la metà del secondo millennio, le culture di Andronovo cominciano a muoversi intensivamente verso est. Estrassero depositi minerari di minerale di rame nei Monti Altai e vissero in villaggi di fino a dieci palafitte che misuravano fino a 30m per 60m di grandezza. Le sepolture erano fatte come ciste o recinti di pietra con camere di legno sepolte.
L'economia era pastorale, basata su cavalli e bovini, ma anche pecore e capre, con chiare tracce di agricoltura.
La cultura di Andronovo è stata fortemente associata con la prima cultura Indo-Iranica. In particolare, si ritiene che abbia inventato il cocchio con ruote a raggi intorno al 2000 a.C.; Di Cosmo (p. 903) in riferimento a ritrovamenti collegati con la cultura di Andronovo "almeno del 2026 a.C."
Sintashta è un sito sull'Ural superiore. È famoso per le sue offerte funerarie, in particolare sepolture di cocchi. Queste inumazioni erano a kurgan e includevano tutto o parti di animali (cavallo e cane) depositate nel tumulo. Sintashta è spesso indicata come il primo sito proto-Indo-Iranico, e la lingua parlata era ancora nello stadio Proto-Indo-Iranico. Ci sono siti simili "nella steppa Volga-Ural" (Mallory).

## Culture successive
La cultura di Sintashta-Petrovka è sostituita dalle culture di Fedorovo (1400-1200 BCE) e Alekseyevka (1200-1000 BCE), ancora considerate parte dell'orizzonte culturale di Andronovo.
Nella Siberia meridionale e in Kazakistan, alla cultura di Andronovo succede la cultura di Karasuk (1500-800 BCE), che spesso viene considerata come portata da genti non Indo-Europee (proto-turchi, Ket), mentre altre volte come proto-Iranica. All'estremo occidentale, si sussegue la cultura di Srubna, che deriva in parte dalla cultura di Abaševo. I popoli più antichi storicamente attestati associati con quest'area sono i Cimmeri ed i Saci/Sciti, che compaiono nelle cronache assire dopo il declino della cultura di Alekseyevka, e la migrazione in Ucraina da circa il IX secolo a.C., e attraverso il Caucaso in Anatolia e Assiria nel tardo VIII secolo a.C., e forse anche in Europa orientale con i Traci, e i Sigynnae, ubicati da Erodoto oltre il Danubio, nord dei Traci, e da Strabone vicino al Mar Caspio.

## Tabella temporale
| Cultura precedente: Cultura di Afanasevo 3500 a.C. c.a. 2000 a.C. c.a. | Cultura corrente: Cultura di Andronovo 2000 a.C. 1200 a.C. | Cultura seguente: Cultura di Karasuk 1200 a.C. 900 a.C. |

## Paleogenetica

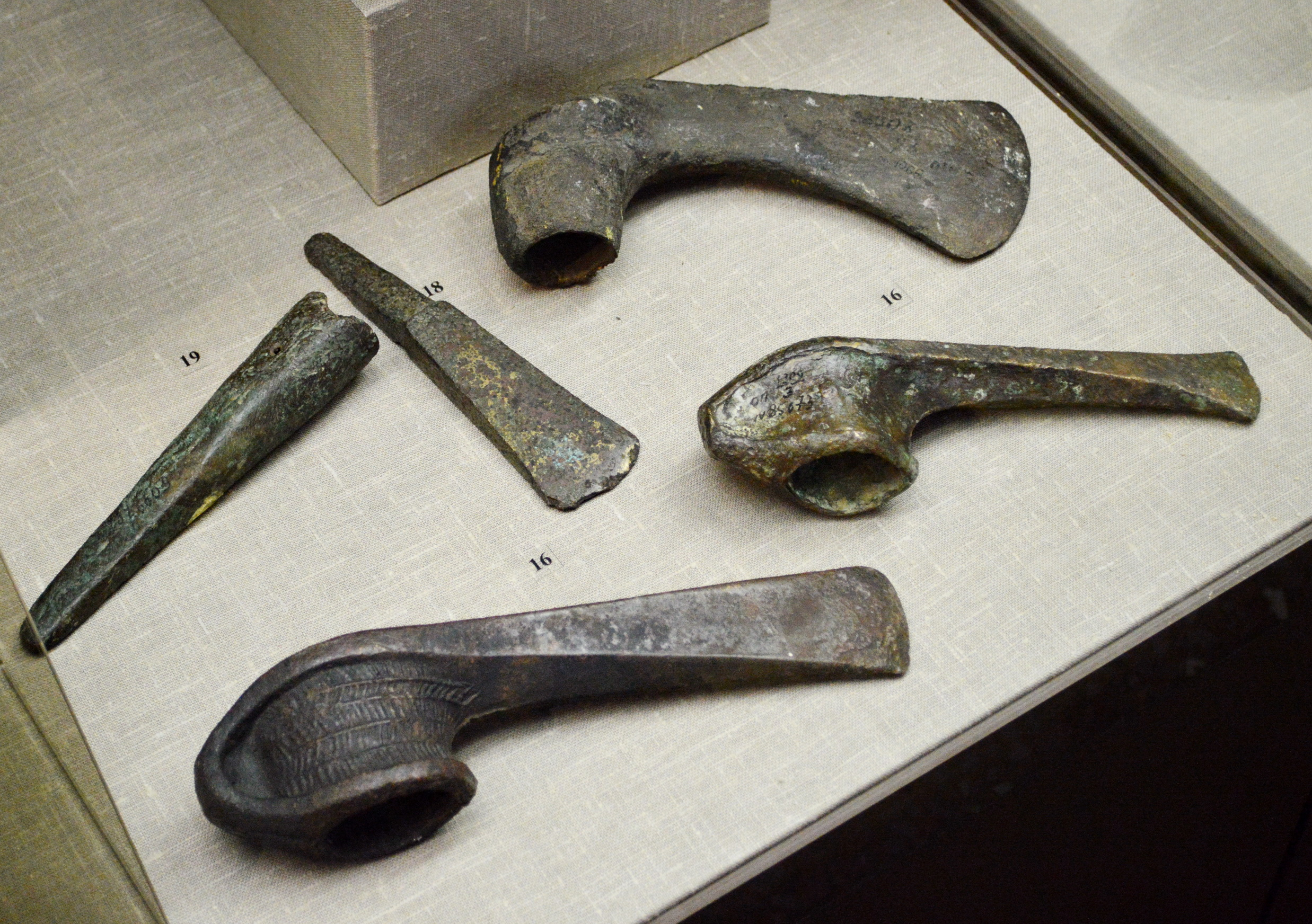
Asce in bronzo.

Uno studio del 2015 ha scoperto che le genti della cultura di Andronovo erano strettamente imparentate geneticamente con quelle della precedente cultura di Sintashta, che a sua volta era strettamente geneticamente correlata alla cultura della ceramica cordata, suggerendo che la cultura di Sintashta rappresentasse un'espansione verso est dei popoli della ceramica cordata.
I dati genetici suggeriscono quindi che la cultura di Andronovo e il suo predecessore Sintastha derivassero da una remigrazione di popoli dell'Europa centrale di Pastori delle steppe occidentali/primi agricoltori europei nella steppa della Russia.
Secondo un precedente studio del 2009 di Keyser et al., degli individui analizzati, solo due (ovvero il 22%) furono identificati come di origine asiatica, mentre sette (ovvero il 78%) sono stati identificati come di origine europea; la maggior parte di loro presentava pelle chiara e occhi e capelli prevalentemente chiari.